# Contee della Georgia

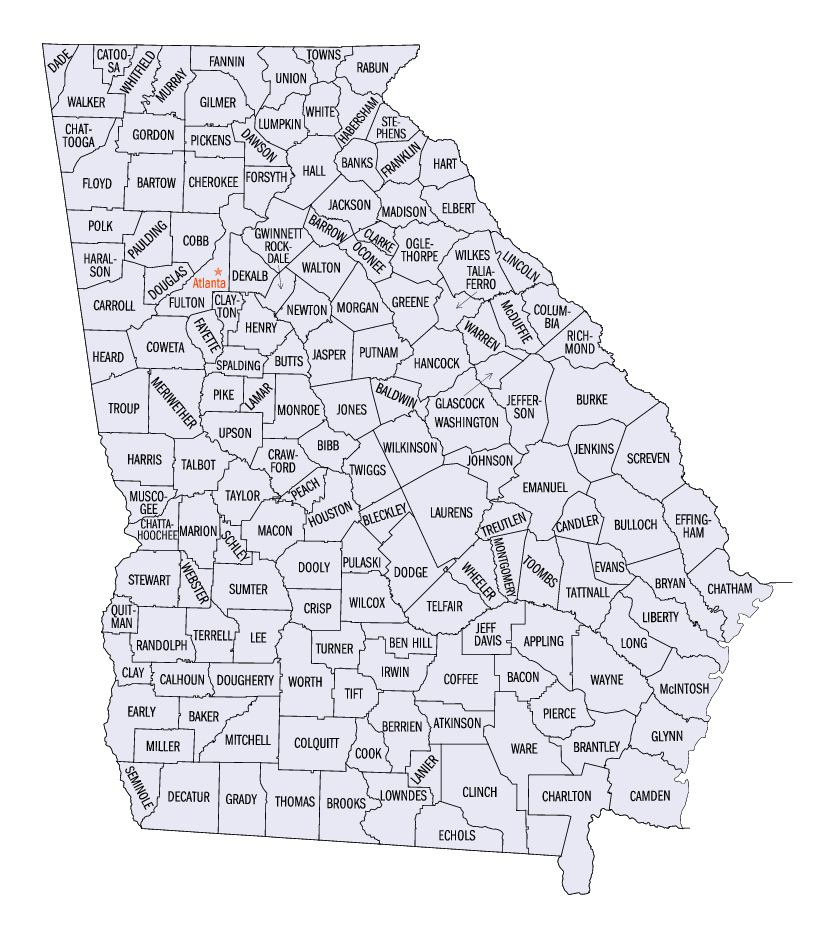
Contee della Georgia

La lista delle 159 contee della Georgia, negli Stati Uniti d'America:
1. Appling
2. Atkinson
3. Bacon
4. Baker
5. Baldwin
6. Banks
7. Barrow
8. Bartow
9. Ben Hill
10. Berrien
11. Bibb
12. Bleckley
13. Brantley
14. Brooks
15. Bryan
16. Bulloch
17. Burke
18. Butts
19. Calhoun
20. Camden
21. Candler
22. Carroll
23. Catoosa
24. Charlton
25. Chatham
26. Chattahoochee
27. Chattooga
28. Cherokee
29. Clarke
30. Clay
31. Clayton
32. Clinch
33. Cobb
34. Coffee
35. Colquitt
36. Columbia
37. Cook
38. Coweta
39. Crawford
40. Crisp
41. Dade
42. Dawson
43. Decatur
44. DeKalb
45. Dodge
46. Dooly
47. Dougherty
48. Douglas
49. Early
50. Echols
51. Effingham
52. Elbert
53. Emanuel
54. Evans
55. Fannin
56. Fayette
57. Floyd
58. Forsyth
59. Franklin
60. Fulton
61. Gilmer
62. Glascock
63. Glynn
64. Gordon
65. Grady
66. Greene
67. Gwinnett
68. Habersham
69. Hall
70. Hancock
71. Haralson
72. Harris
73. Hart
74. Heard
75. Henry
76. Houston
77. Irwin
78. Jackson
79. Jasper
80. Jeff Davis
81. Jefferson
82. Jenkins
83. Johnson
84. Jones
85. Lamar
86. Lanier
87. Laurens
88. Lee
89. Liberty
90. Lincoln
91. Long
92. Lowndes
93. Lumpkin
94. Macon
95. Madison
96. Marion
97. McDuffie
98. McIntosh
99. Meriwether
100. Miller
101. Mitchell
102. Monroe
103. Montgomery
104. Morgan
105. Murray
106. Muscogee
107. Newton
108. Oconee
109. Oglethorpe
110. Paulding
111. Peach
112. Pickens
113. Pierce
114. Pike
115. Polk
116. Pulaski
117. Putnam
118. Quitman
119. Rabun
120. Randolph
121. Richmond
122. Rockdale
123. Schley
124. Screven
125. Seminole
126. Spalding
127. Stephens
128. Stewart
129. Sumter
130. Talbot
131. Taliaferro
132. Tattnall
133. Taylor
134. Telfair
135. Terrell
136. Thomas
137. Tift
138. Toombs
139. Towns
140. Treutlen
141. Troup
142. Turner
143. Twiggs
144. Union
145. Upson
146. Walker
147. Walton
148. Ware
149. Warren
150. Washington
151. Wayne
152. Webster
153. Wheeler
154. White
155. Whitfield
156. Wilcox
157. Wilkes
158. Wilkinson
159. Worth
160. (Campbell) - estinta
161. (Milton) - estinta